# Carlos Sommervogel
Carlos Sommervogel (* 8. Januar 1834 in Straßburg; † 4. Mai 1902 in Paris) war ein französischer Jesuit und Bibliograf, der mit der Bibliothèque de la Compagnie de Jésus (Bibliothek der Gesellschaft Jesu) ein Verzeichnis von Literaturnachweisen schuf, das auch heute noch als bedeutendes Werk über jesuitische Schriften gilt.

## Leben und Wirken
Nach dem Besuch des Gymnasiums in Straßburg wurde Carlos Sommervogel Novize im Noviziat der Jesuiten in Issenheim. Nach dem Abschluss seiner literarischen Studien in Saint-Acheul bei Amiens wurde er 1856 zum Collège de l'Immaculée Conception in der Rue de Vaugirard in Paris entsandt. Dort begann er an der Bibliothèque des écrivains de la Compagnie de Jésus zu arbeiten, die zu der Zeit von den belgischen Jesuiten August(in) de Backer (1809–1873) und Aloys de Backer herausgegeben wurde. 1865 verließ er Paris, um in Amiens Theologie zu studieren, wo er 1866 die Priesterweihe erhielt. 
Nach unterschiedlichen Verwendungen konnte er sich ab 1882 ganz seinen bibliografischen Interessen widmen. 1884 veröffentlichte er das Dictionnaire des ouvrages anonymes et pseudonymes publiés par des religieux de la Compagnie de Jésus. 1885 wurde er zum Nachfolger der de Backers im belgischen Leuven bestellt. Bis zu seinem Tod arbeitete er an der Erweiterung der Arbeiten der de Backers. 1890 veröffentlichte er den ersten Band der Bibliothèque de la Compagnie de Jésus, der letzte der neun Bände erschien 1900. 
Neben diesem großen Werk veröffentlichte er eine Vielzahl verschiedener Bücher, Schriften und Artikel.

## Veröffentlichungen (Auswahl)
- Tables méthodiques des mémoires de Trévoux (1701–1775). (3 Bände), Paris 1864–65.
- Dictionnaire des ouvrages anonymes et pseudonymes publiés par des religieux de la Compagnie de Jésus. Paris 1884.
- Bibliotheca Mariana de la Compagnie de Jésus. Paris 1885.
- mit August und Aloys de Backer: Bibliothèque de la Compagnie de Jésus. 10 Bände. Brüssel/Paris 1890–1909.